# Christian B. Luginbuhl
Christian B. Luginbuhl, né en 1955, est un astronome américain.

## Biographie
Il travaille à la station d'observation de l'observatoire naval des États-Unis à Flagstaff dans l'Arizona.
Le Centre des planètes mineures le crédite de la découverte de trois astéroïdes, effectuée entre 1997 et 2000.
L'astéroïde (7393) Luginbuhl lui a été dédié,.
| (26629) Zahller  | 12 avril 2000 |
| (26935) Vireday  | 15 mars 1997  |
| (27008) 1998 FW2 | 20 mars 1998  |